# Markuli, Hassan
Markuli là một làng thuộc tehsil Hassan, huyện Hassan, bang Karnataka, Ấn Độ.